# Démographie d'Oman
La population du Sultanat d'Oman est estimée à 4,6 millions d'habitants en octobre 2017. La population augmente rapidement en raison d'un taux d'immigration élevé. Lors du recensement de 2010, la population était estimée à 2 694 094 habitants .
La moitié de la population vit à Mascate, la capitale, et dans la plaine côtière de la Batinah au nord-ouest de celle-ci. Environ 200 000 personnes vivent dans la région méridionale du Dhofar et 30 000 dans la péninsule de Musandam. Oman accueille également plus de  2 000 000 étrangers , principalement d'Asie du Sud :
| Nationalités             | 2017      |
| ------------------------ | --------- |
| Population totale à Oman | 4 559 963 |
| Oman                     | 2 505 369 |
| Population étrangère     | 2 054 594 |
| Inde                     | 766 735   |
| Bangladesh               | 718 856   |
| Pakistan                 | 268 868   |
| Égypte                   | 46 970    |
| Philippines              | 45 213    |
| Ouganda                  | 20 886    |
| Sri Lanka                | 20 003    |
| Tanzanie                 | 17 077    |
| Népal                    | 16 580    |
| Indonésie                | 14 155    |
| Éthiopie                 | 13 572    |

## Évolution des principaux indicateurs démographiques[16]
| Période     | Naissances annuelles | Décès annuels | Solde naturel annuel | Taux de natalité (‰) | Taux de mortalité (‰) | Solde naturel (‰) | Indice de fécondité | Taux de mortalité infantile |
| ----------- | -------------------- | ------------- | -------------------- | -------------------- | --------------------- | ----------------- | ------------------- | --------------------------- |
| 1950 - 1955 | 23 000               | 13 000        | 11 000               | 48,9                 | 26,2                  | 22,7              | 7,25                | 214,1                       |
| 1955 - 1960 | 26 000               | 13 000        | 13 000               | 49,1                 | 23,9                  | 25,2              | 7,25                | 194,1                       |
| 1960 - 1965 | 29 000               | 13 000        | 17 000               | 49,3                 | 21,3                  | 28,0              | 7,25                | 171,4                       |
| 1965 - 1970 | 34 000               | 12 000        | 21 000               | 49,3                 | 18,2                  | 31,2              | 7,31                | 145,4                       |
| 1970 - 1975 | 40 000               | 12 000        | 28 000               | 49,1                 | 14,5                  | 34,6              | 7,41                | 114,7                       |
| 1975 - 1980 | 53 000               | 12 000        | 41 000               | 51,2                 | 11,5                  | 39,7              | 8,10                | 87,6                        |
| 1980 - 1985 | 67 000               | 11 000        | 55 000               | 48,9                 | 8,4                   | 40,6              | 8,32                | 64,4                        |
| 1985 - 1990 | 74 000               | 10 000        | 64 000               | 43,3                 | 5,7                   | 37,6              | 7,85                | 42,5                        |
| 1990 - 1995 | 68 000               | 8 000         | 60 000               | 33,1                 | 4,0                   | 29,1              | 6,27                | 31,4                        |
| 1995 - 2000 | 60 000               | 8 000         | 52 000               | 26,7                 | 3,4                   | 23,2              | 4,46                | 24,4                        |
| 2000 - 2005 | 50 000               | 7 000         | 43 000               | 21,5                 | 3,1                   | 18,4              | 3,01                | 15,3                        |
| 2005 - 2010 | 50 000               | 10 000        | 40 000               | 19,1                 | 3,7                   | 15,3              | 2,52                | 9,4                         |

## Natalité
Évolution du taux de natalité (naissances pour 1000 habitants) depuis 2007 :
| Année                                                   | Omanais | Étrangers | Total |
| ------------------------------------------------------- | ------- | --------- | ----- |
| 2007                                                    | 25,0    | 5,6       | 19,1  |
| 2008                                                    | 27,3    | 5,0       | 20,3  |
| 2009                                                    | 29,5    | 4,5       | 20,4  |
| 2010                                                    | 31,0    | 5,9       | 24,2  |
| 2011                                                    | 31,2    | 3,9       | 20,6  |
| 2012                                                    | 32,1    | 3,7       | 20,1  |
| 2013                                                    | 33,8    | 3,6       | 20,6  |
| 2014                                                    | 33,9    | 3,6       | 20,8  |
| 2015                                                    | 34,1    | 3,5       | 20,7  |
| 2016                                                    | 33,7    | 3,3       | 20,0  |
| Source : National Center for Statistics and Information |         |           |       |

En 2016, le taux de fécondité s'élève à 2,9 enfants par femme (4,0 pour les Omanais et 0,7 pour les étrangers).

## Enseignement
Depuis 1970, le gouvernement omanais a fait de l'éducation une priorité afin de développer la main d'œuvre du pays. L'Université du Sultan Qaboos, la première du pays, fut inaugurée en 1986. D'autres institutions ont été créées, comme une école de droit, une faculté technique, un institut médical, un institut bancaire et une faculté d'enseignement pédagogique. Le gouvernement octroie environ 200 bourses chaque année pour des études à l'étranger.
Neuf universités privées existent et procurent des diplômes d'éducation supérieure de deux ans. Depuis 1999, le gouvernement omanais a lancé des réformes dans les études supérieures afin de satisfaire aux besoins de l'accroissement de la population, seul un petit pourcentage y ayant pour l'instant accès. Quatre universités régionales devraient être créées et des crédits débloqués pour mettre à niveau les universités privées et en créer de nouvelles.